# Rosemary Brito
Rosemary Conceição Brito – brazylijska zapaśniczka walcząca w stylu wolnym. Srebrna medalistka mistrzostw Ameryki Południowej w 2017. Piąta na mistrzostwach panamerykańskich juniorów w 2016 i 2017 roku.